# Ocellaria masseeana
Ocellaria masseeana är en svampart som beskrevs av Sacc. & P. Syd. 1899. Ocellaria masseeana ingår i släktet Ocellaria och familjen Dermateaceae.   Inga underarter finns listade i Catalogue of Life.